# Irisztelep

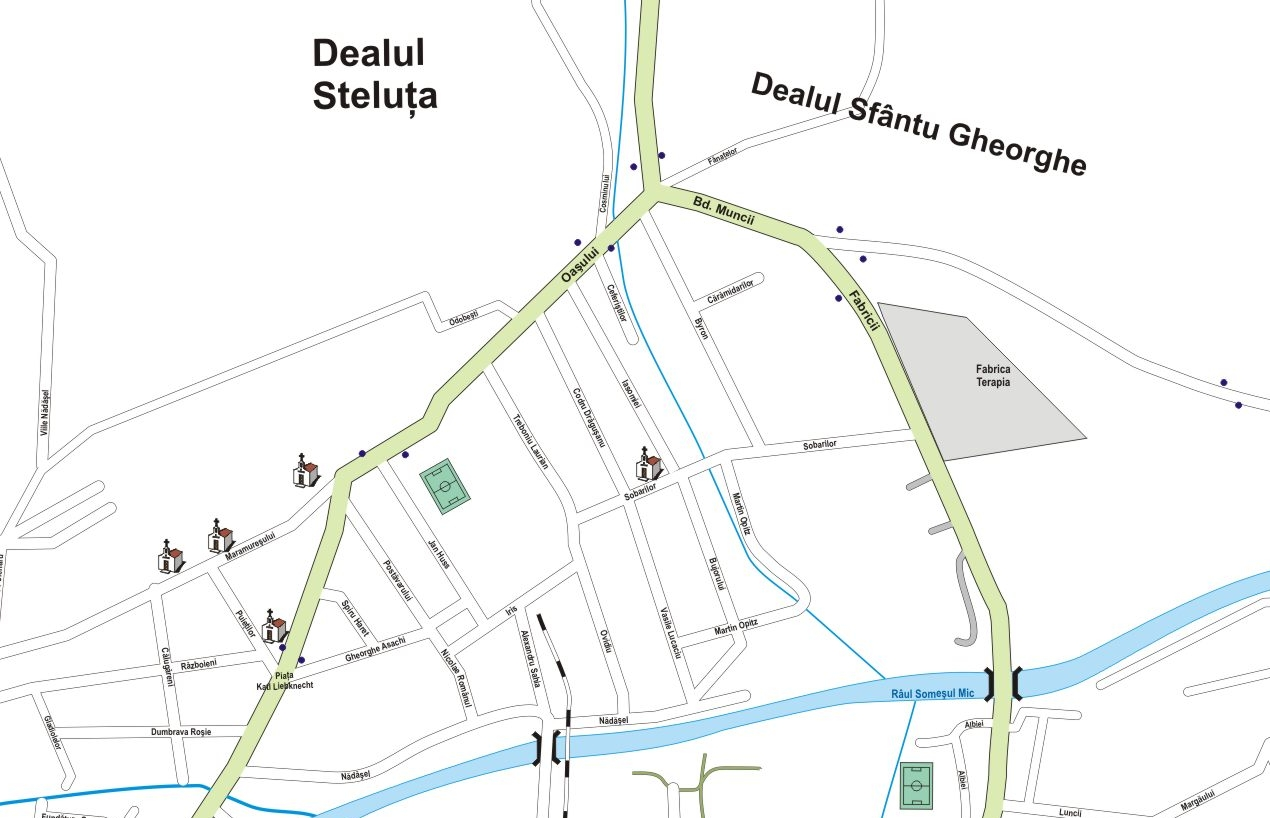
Az Irisznegyed térképe

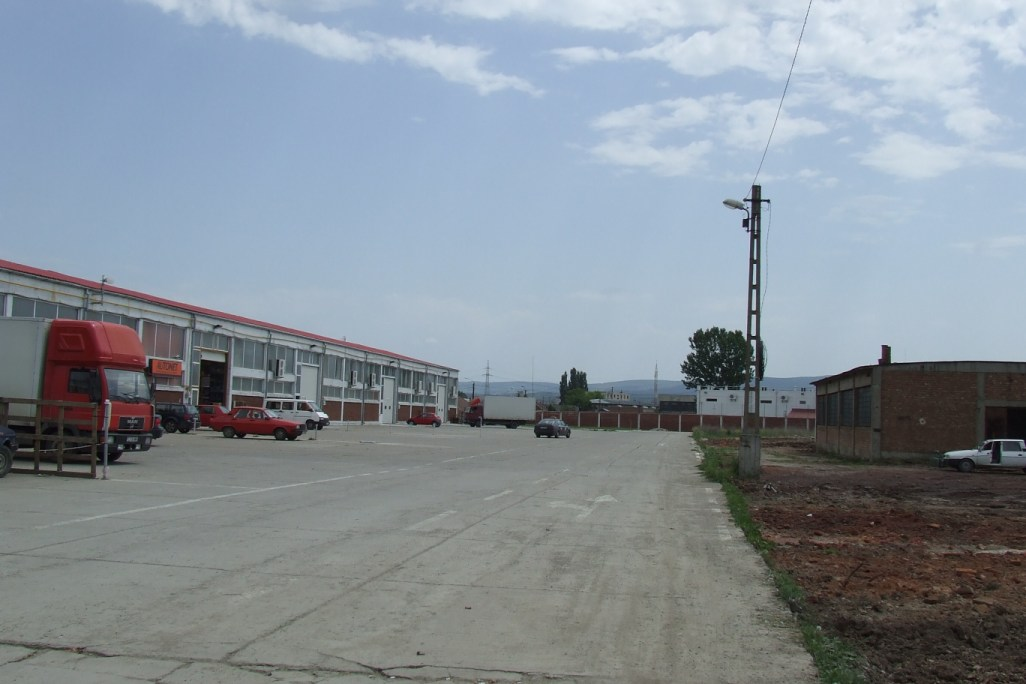
A téglagyár udvara 2007-ben

Az Irisztelep avagy Irisznegyed (románul Cartierul Iris) Kolozsvár egyik városnegyede a város északi részében, az ipari övezetben.

## Fekvése
A város északi részén, a Brétfű alja, a Nádas és a Szamos között helyezkedik el. Északról a Csillaghegy (Dealul Steluța) és a Szentgyörgy-hegy (Dealul Sfântu Gheorghe) határolja. Fő közlekedési útvonalai a Kajántóba vezető Kajántói út (Str. Oașului) és a Szentgyörgyhegyi út (Bd. Muncii). A város többi részével a vasútállomásig közlekedő 100-as villamos, illetve a Monostori negyedig közlekedő 102-es villamos  biztosítja az összeköttetést.

## Története
1920-ban alapították a negyedben a Terapia gyógyszergyárat, ezt követte 1922-ben az Iris porcelángyár. Az Irisztelep az Iris porcelángyár környékén alakult ki az 1920-as és 1930-as években. Lakossága 1944-ben 289 fő volt.
A református egyházközség szervezését 1926–27-ben kezdte el Surányi Erzsébet tanárnő; eleinte bérelt házban tartottak bibliaórákat. 1930-ban görögkatolikus, 1939-ben unitárius, 1950–1957 között református templom épült; ez utóbbit Kós Károly és Debreczeni László tervezte. 1948-ban a kommunista rendszer felszámolta a görögkatolikus egyházat, ekkor a templomuk az ortodox egyházé lett, és a rendszerváltás után is az övé maradt. 1998-ban épült meg a református templom eredetileg is tervezett tornya.
1931-ben Reményik Sándor elkísérte Járosi Andor feleségét egy Irisztelepi bibliaórára; ennek hatására írta Biblia-óra című versét.
1944. május–júniusban az észak-erdélyi zsidóság gettósítása és deportálása során az Irisztelepi téglagyár területén alakították ki a kolozsvári gettót.
1970-ben épült a Nehézgépipari Kombinát (Combinatul de Utilaj Greu, CUG), amely 1985-ben 8000 embernek adott munkát. 1991 márciusban a vállalat hat kisebb céggé alakult át.
A Babeș–Bolyai Tudományegyetem 2001-ben létesült Bio- és Nanotudományi Interdiszciplináris Kutatóintézete az Irisznegyedben kapott helyet.
Egy 2003-as tanulmány szerint az Irisztelep a város szegényebb negyedei közé tartozik. A városon belül itt voltak a legolcsóbbak a tömbházlakások, és második legolcsóbbak a házak. A 2002-ben végzett felmérés 1341 válaszadójának 46%-a a „Mit gondol, hol laknak a szegények?” nyílt kérdésre az Irisznegyedet jelölte meg a térképen. 2018-ban (az Bulgáriateleppel együtt) a város kevésbé keresett lakóövezetének számított: a negyedben az átlagos ingatlanár négyzetméterenként 1093 euró volt, szemben a város 1287 euró/m2-es átlagával, illetve az 1417 euró/m2 maximális értékkel.
2018-ban az Irisztelep és a Bulgáriatelep között új híd építését kezdték el, a régi hidat pedig felújítják a gyalogos- és kerékpáros forgalom számára. A létesítmény átadását 2019. novemberre tervezték.